# James N. Black
James Norbert Black (New Orleans, 1 februari 1940 – 30 augustus 1988) was een Amerikaanse jazzdrummer die banden had met de jazzscene van New Orleans.
Black speelde piano en trompet tijdens zijn jeugd, en studeerde muziek aan de Southern University in Baton Rouge. Als drummer begon hij eind jaren vijftig voor het eerst te werken in rhythm-and-bluesensembles, maar ging aan de slag als drummer bij Ellis Marsalis in de Playboy Club in New Orleans, wat leidde tot verder werk in het jazzidioom. 
Hij verhuisde halverwege de jaren 1960 naar New York en werkte in dat decennium met Nat Perrilliat, Roy Montrell, Ellis Marsalis, Nat Adderley en Cannonball Adderley, Joe Jones, Horace Silver, Lionel Hampton, Yusef Lateef, Freddie Hubbard, en Eric Gale. 
Tegen het einde van de jaren zestig verhuisde hij terug naar New Orleans en speelde daar met Dr. John, James Booker (in een gevangenisband), Fats Domino, Professor Longhair, Charles Neville, James Rivers, Earl Turbinton en de Dukes of Dixieland. Hij was sessiemuzikant voor Scram Records en is o.a. te horen op Eddie Bo's single "Hook and Sling". In de jaren tachtig werkte hij samen met Cassandra Wilson, Wynton Marsalis en Germaine Bazzle.
Black was ook componist, tot zijn werken behoren de nummers "Monkey Puzzle" en "Dee Wee", die beide begin jaren zestig werden opgenomen door het ensemble van Ellis Marsalis. Als componist ontving Black twee subsidies van de National Endowment for the Arts. Opnames onder zijn naam werden samengesteld door Night Train Records en op cd uitgebracht als I Need Altitude: Rare and Unreleased New Orleans Jazz and Funk, 1968-1978.